# Club Atlético Boston River
El Club Atlético Boston River, simplement conegut com a Boston River, és un club esportiu uruguaià situat a Montevideo. Fundat el 20 de febrer de 1939, el seu principal objectiu és el futbol, actualment jugant a la Primera Divisió uruguaiana. A la lliga de futbol sala de l'AUF, Boston River competeix a la primera divisió.
El club porta el nom d'una sastreria propietat del seu fundador, anomenada "Sastrería Boston", i del costat argentí de River Plate.

## Palmarès

### Tornejos nacionals
- Liga Metropolitana Amateur (1) : 2006
- Divisional Extra A (1): 1956
- Divisional Extra B (1): 1954